# Yuvicani
Yuvicani är en ort i Mexiko.   Den ligger i kommunen Cochoapa el Grande och delstaten Guerrero, i den sydöstra delen av landet, 270 km söder om huvudstaden Mexico City. Yuvicani ligger 1 104 meter över havet och antalet invånare är 205.
Terrängen runt Yuvicani är kuperad åt sydväst, men åt nordost är den bergig. Runt Yuvicani är det ganska glesbefolkat, med 43 invånare per kvadratkilometer. Närmaste större samhälle är El Coyul, 16,5 km öster om Yuvicani. I omgivningarna runt Yuvicani växer huvudsakligen savannskog.